# URAKEN
URAKEN（ウラケン、1981年6月20日 - ）は、日本の男性総合格闘家。石川県出身。Team ura-ken所属。元ウェルター級キング・オブ・パンクラシスト。

## 来歴
高校時代は水球を経験。卒業と同時に上京し、PUREBRED大宮に入門。総合格闘技のトレーニングを開始した。
2001年9月24日、全日本アマチュア修斗選手権・ライトヘビー級に出場。決勝で中西裕一に判定勝ちし、優勝を果たした。
2002年に単身アメリカ合衆国に渡り、RAW Team（R-1ジム）でトレーニングを行うようになった。
2003年3月27日、WECでプロデビューし、マイク・スウィックに膝蹴りでKO負け。
2004年9月18日、Venomでジョン・フィッチと対戦し、判定負け。
2006年1月20日、Rumble on the Rockでマイク・マローンと対戦し、アンクルホールドで一本勝ち。
2009年4月23日、3年ぶりの総合格闘技復帰戦となったPFCでダグ・ハントと対戦し、チョークスリーパーで一本勝ち。
アメリカで12戦7勝5敗の戦績を残し、2009年10月25日のパンクラスに「逆輸入ファイター」として参戦。ウェルター級王者和田拓也とノンタイトルマッチで対戦し、0-0の判定ドロー。
2010年2月7日、ウェルター級キング・オブ・パンクラス次期挑戦者決定戦で鈴木槙吾と対戦し、右フックでKO勝ち。王者和田拓也と4月29日に対戦することが決定したものの、和田が「宇良との再戦はモチベーションが上がらないので辞退したい」として4月29日付けで王座を返上したため、KEI山宮との王座決定戦が決定した。
2010年6月5日、第5代ウェルター級キング・オブ・パンクラス王座決定戦でKEI山宮と対戦。判定は3者とも30-30となるも、マストシステムで2-1の判定勝ちとなり王座獲得に成功した。
2011年2月6日、ウェルター級キング・オブ・パンクラス タイトルマッチで佐藤豪則の挑戦を受け、チキンウィングアームロックで見込み一本負けとなり王座から陥落。この試合からリングネームをURAKENに変更した。
2016年5月22日、GRACHAN 23のGRACHAN初代ライト級王座決定戦で阪本洋平と対戦し、TKO負けで王座獲得に失敗した。

## 戦績

### プロ総合格闘技
| 総合格闘技 戦績 | 総合格闘技 戦績 | 総合格闘技 戦績 | 総合格闘技 戦績 | 総合格闘技 戦績 | 総合格闘技 戦績 | 総合格闘技 戦績 |
| --------------- | --------------- | --------------- | --------------- | --------------- | --------------- | --------------- |
| 29 試合         | (T)KO           | 一本            | 判定            | その他          | 引き分け        | 無効試合        |
| 14 勝           | 4               | 6               | 4               | 0               | 2               | 0               |
| 13 敗           | 6               | 2               | 5               | 0               | 2               | 0               |

| 勝敗 | 対戦相手                         | 試合結果                                  | 大会名                                                                                | 開催年月日     |
| ×    | ジョン・セユン                   | 3R 3:20 ギロチン・チョーク                | Top FC 17                                                                             | 2018年2月26日  |
| ×    | 岸本泰昭                         | 2R 終了時 TKO（ドクターストップ）         | HEAT 38                                                                               | 2016年9月25日  |
| ×    | 阪本洋平                         | 1R 1:02 TKO（パウンド）                   | GRACHAN 23×1MC. vol.1 【GRACHAN初代ライト級王座決定戦】                               | 2016年5月22日  |
| ○    | 渡辺和幸                         | 1R 1:37 アームロック                      | GRACHAN 19 【GRACHAN初代ライト級王座決定トーナメント 1回戦】                          | 2015年9月19日  |
| ×    | フランク・カマチョ               | 1R KO                                     | PXC 49                                                                                | 2015年8月7日   |
| ○    | 上野藤士                         | 1R 3:13 TKO（パウンド）                   | HEAT 35                                                                               | 2015年3月22日  |
| ○    | チョモランマ1/2                  | 5分3R終了 判定                            | HEAT 34                                                                               | 2014年12月21日 |
| ○    | 星野大介                         | 5分3R終了 判定2-1                         | VTJ 4th                                                                               | 2014年2月23日  |
| ×    | 松本光史                         | 5分3R終了 判定0-3                         | VTJ 3rd                                                                               | 2013年10月5日  |
| ○    | ブラッド・テリー                 | 2R 1:27 ヒールフック                      | MMA World Series: Myanmar 【MMA World Seriesウェルター級王座決定戦】                  | 2013年8月31日  |
| ×    | 徳留一樹                         | 5分3R終了 判定0-3                         | PANCRASE 2012 PROGRESS TOUR                                                           | 2012年8月5日   |
| △    | 伊藤崇文                         | 5分2R終了 判定1-0                         | PANCRASE 2012 PROGRESS TOUR                                                           | 2012年4月1日   |
| ×    | ストラッサー起一                 | 5分3R終了 判定0-3                         | PANCRASE 2011 IMPRESSIVE TOUR                                                         | 2011年5月3日   |
| ×    | 佐藤豪則                         | 1R 4:40 TKO（チキンウィングアームロック） | PANCRASE 2011 IMPRESSIVE TOUR 【ウェルター級キング・オブ・パンクラス タイトルマッチ】 | 2011年2月6日   |
| ○    | KEI山宮                          | 5分3R終了 判定2-1                         | PANCRASE 2010 PASSION TOUR 【ウェルター級キング・オブ・パンクラス王座決定戦】         | 2010年6月5日   |
| ○    | 鈴木槙吾                         | 1R 1:43 KO（右フック）                    | PANCRASE 2010 PASSION TOUR 【ウェルター級キング・オブ・パンクラス次期挑戦者決定戦】   | 2010年2月7日   |
| △    | 和田拓也                         | 5分2R終了 判定0-0                         | PANCRASE 2009 CHANGING TOUR                                                           | 2009年10月25日 |
| ○    | アンソニー・スミス               | 1R 1:45 KO（パンチ）                      | Long Beach Fight Night 5                                                              | 2009年7月19日  |
| ○    | ダグ・ハント                     | 1R 2:44 チョークスリーパー                | PFC: Best of Both Worlds 2                                                            | 2009年4月23日  |
| ×    | サム・リエラ                     | 2R TKO（負傷）                            | Valor Fighting: Showdown At 4th & B                                                   | 2006年4月29日  |
| ○    | Jeff Dietrich                    | 1R 1:35 チキンウィングアームロック        | Valor Fighting: Showdown At Cache Creek                                               | 2006年2月3日   |
| ○    | マイク・マローン                 | 1R 3:24 アンクルホールド                  | Rumble on the Rock 8                                                                  | 2006年1月20日  |
| ○    | シャノン・"ザ・キャノン"・リッチ | 1R 1:04 ヒールホールド                    | Valor Fighting: Medford Mayhem                                                        | 2005年7月16日  |
| ×    | ダン・モリナ                     | 3R終了 判定                               | Valor Fighting: Home of the Brave                                                     | 2005年7月2日   |
| ×    | ジョン・フィッチ                 | 5分2R終了 判定0-3                         | Venom: First Strike                                                                   | 2004年9月18日  |
| ×    | アミール                         | 1R終了時 TKO（カット）                    | WEC 10: Bragging Rights                                                               | 2004年5月21日  |
| ○    | ブライアン・スリーマン           | 5分3R終了 判定                            | Gladiator Challenge 19                                                                | 2003年9月28日  |
| ○    | ジェイソン・ブラスウェル         | 1R 4:46 TKO（タオル投入）                 | Gladiator Challenge 17                                                                | 2003年6月22日  |
| ×    | マイク・スウィック               | 3R 0:31 KO（膝蹴り）                      | WEC 6: Return of a Legend                                                             | 2003年3月27日  |

### アマチュア総合格闘技
| 勝敗 | 対戦相手 | 試合結果            | 大会名                                                  | 開催年月日    |
| ○    | 中西裕一 | 3分2R終了 判定41-39 | 全日本アマチュア修斗選手権【ライトヘビー級 決勝】       | 2001年9月24日 |
| ○    | 伊藤匡悟 | 4分1R終了 判定24-23 | 全日本アマチュア修斗選手権【ライトヘビー級 準決勝】     | 2001年9月24日 |
| ○    | 武田光博 | 不戦勝（負傷棄権）  | 全日本アマチュア修斗選手権【ライトヘビー級 2回戦】      | 2001年9月24日 |
| ○    | 伊藤匡悟 | 3分2R終了 判定24-21 | 第1回東日本アマチュア修斗選手権【ライトヘビー級 決勝】  | 2001年7月29日 |
| ○    | 井上敦   | 4分1R終了 判定27-20 | 第1回東日本アマチュア修斗選手権【ライトヘビー級 1回戦】 | 2001年7月29日 |

## 獲得タイトル
- 全日本アマチュア修斗選手権 ライトヘビー級 優勝（2001年）
- パンアメリカ・グラップリングトーナメント 200パウンド以下級 優勝（2005年）
- ベスト・オブ・ザ・ウエスト・グラップリングトーナメント 200パウンド以下級 優勝（2006年）
- 第5代ウェルター級キング・オブ・パンクラス王座（2010年）
- MMA World Seriesウェルター級王座（2013年）